# Caçador de Mim
| Críticas profissionais | Críticas profissionais |
| Avaliações da crítica  | Avaliações da crítica  |
| Fonte                  | Avaliação              |
| ---------------------- | ---------------------- |
| Allmusic               | [ 1 ]                  |

Caçador de Mim é um álbum de estúdio  do cantor, violonista e compositor brasileiro Milton Nascimento lançado pela gravadora Ariola no ano de 1981, que inclui alguns dos sucessos do artista, como "Caçador de Mim" e "Nos bailes da vida". O disco foi um dos grandes sucessos do músico, e apresentou o conjunto de percussão Uakti, além de ter a presença dos músicos da banda Roupa Nova participando de duas faixas do disco, dentre estas "Cavaleiros do Céu" e "Nos Bailes da Vida".

## Faixas
1. "Crescente" (Wagner Tiso)
"Cavaleiros do Céu (Riders in the Sky)" (S. Jones, vs. Haroldo Barbosa) – 3:42
2. "Amor Amigo" (Milton Nascimento, Fernando Brant) – 3:19
3. "De Magia, de Dança e Pés" (Milton Nascimento) – 3:43
4. "Notícias do Brasil (Os Pássaros Trazem)" (Milton Nascimento, Fernando Brant) – 1:53
5. "Vida" (Milton Nascimento, Fernando Brant) – 4:08
6. "Caçador de Mim" (Sérgio Magrão, Luiz Carlos Sá) – 3:50
7. "Sonho de Moço" (Francis Hime, Milton Nascimento) – 2:25
8. "Nos Bailes da Vida"  (Milton Nascimento, Fernando Brant) – 4:11
9. "Coração Civil" (Milton Nascimento, Fernando Brant) – 3:13
10. "Bela Bela" (Milton Nascimento, Ferreira Gullar) – 4:00

## Músicos[3]
- Milton Nascimento: voz e violão
- Robertinho Silva: bateria
- Luiz Avellar: piano em "Vida"
- Paulinho Carvalho: baixo, exceto em "Notícias do Brasil (Os Pássaros Trazem)"
- Wagner Tiso: piano, teclados, arranjos e regência
- Luiz Alves: contrabaixo acústico em "Notícias do Brasil (Os Pássaros Trazem)"
- Hélio Delmiro: guitarra e violão
- Mauro Senise: saxofones e flauta
- Marcus Viana: violino em "Crescente/Cavaleiros do Céu"

Convidados especiais:
- Roupa Nova: vocais (em "Cavaleiros do céu" e "Nos bailes da vida"), instrumental ("Cavaleiros do céu" e "Nos bailes da vida")
- Uakti: percussão nas faixas "De magia, de dança e pés" e "Coração civil"
- Ney Matogrosso: vocais em "Caçador de Mim"
- Tunai: vocais em "Caçador de Mim"
- Flávio Venturini: vocais em "Caçador de Mim"

## Ficha Técnica
- Idealização e Direção: Milton Nascimento
- Direção Artística: Mazola
- Direção Musical: Wagner Tiso e Milton Nascimento
- Assistência de Produção: Ivan Cunha
- Auxiliar de Produção: Dudu Mendonça
- Técnicos de Gravação: Vitor Farias e Rafael Azulay
- Auxiliares de Gravação: Magro (o Poeta), William, Enock e Jorge
- Engenheiros de Mixagem: Humberto Gatica e Mazola
- Auxiliar de Mixagem: Roberto Kendun
- Capa e Fotografia: Marcinho Ferreira
- Arte: Eduardo Pardal
- Coordenação Gráfica: J.C. Mello